# Metilisotiazolinona
La metilisotiazolinona es un conservante con actividad biocida que se añade a numerosos productos industriales: cosméticos, productos de limpieza, papel, pintura, pegamentos, etc. Es un derivado de la isotiazolinona o isotiazolina que posee gran capacidad para provocar sensibilización en la piel y originar enfermedades dermatológicas de tipo alérgico, como eczema por contacto. La mayor parte de los casos de alergia y sensibilización se producen en personas que por motivos laborales o personales se exponen de forma recurrente a la sustancia a concentraciones bajas y se van sensibilizando a lo largo del tiempo, por ello las profesiones más expuestas son peluqueros, esteticistas, trabajadores de la limpieza y mecánicos. En otras ocasiones menos habituales, la sensibilización se produce por una exposición masiva accidental al producto, en este caso el inicio de los síntomas es brusco.

## Kathon CG
Kathon CG es el nombre comercial de una mezcla de isotiazolinonas cuyos componentes activos son la metilisotiazolinona al 1,125% y un derivado, la clorometilisotiazolinona al 0,375%. El producto fue sintetizado en los años 60 del siglo XX y es muy utilizado, debido a su gran eficacia a concentraciones bajas para eliminar tanto bacterias como levaduras y algas que pueden contaminar diferentes productos de cosmética, cremas, lociones para la piel, champús y geles. Puede aparecer en las etiquetas o fórmulas bajo diferentes sinónimos:
- 2-metal-4-isothiazolin-3-one;
- Acticide;
- Algucid CH50
- Amerstat 250;
- Euxyl K 100;
- Cl+Me-isothiazolinone;
- Fennosan IT 21;
- Grotan K;
- Grotan TK2;
- GR 856 Izolin;
- Katon 886 MW;
- Katon CG;
- Kathon DP;
- Kathon LX ;
- Kat-hon UT;
- Kathon WT ;
- Mergal K7;
- Metat GT ;
- Metatin GT;
- Methylisothiazolinone;
- Mitco CC 32 L;
- Paretol;
- Parmetol DF 35, -DF 12, -A23, -K50, -K40, -DF 18;
- P3 Multan D;
- Piror P109;
- Special Mx323